# Mycosphaerella nawae
Mycosphaerella nawae är en svampart som beskrevs av Hiura & Ikata 1929. Mycosphaerella nawae ingår i släktet Mycosphaerella och familjen Mycosphaerellaceae.   Inga underarter finns listade i Catalogue of Life.